# 曹洞宗慈恩寺(ペルー共和国)位牌リスト
『曹洞宗慈恩寺(ペルー共和国)位牌リスト』は2001年に曹洞宗から発行された書籍である。内容は、ペルー共和国リマ首都県カニエテ郡サン・ヴィセンテ・デ・カニエテ市にある仏教寺院・慈恩寺 に保管される無縁仏など、約2200名分の位牌リスト。超宗派で運営され、ペルーの日系社会の共通財産とされ、かつ唯一の仏教寺院である慈恩寺の基本資料になっている。作成者は元「ペルー新報」日本語編集長・太田宏人。
調査は1997年から2000年までに行なわれた。慈恩寺には、国内の日系家庭から随時位牌が持ち込まれるほか、保管されている位牌が引き揚げられることもあるが、全体的に増加傾向にある。2007年現在は2500人分を超えている。
本書の内容は、位牌に記入された俗名および生没年月日、享年、出身地等をスペイン語で表記し、戒名や法名のあるものは日本語で表記している。巻末にアルファベット順のインデックスと調査報告等を掲載。
2000年に『IHAI』という名称で自費出版され、翌年に曹洞宗より改訂第2版『曹洞宗慈恩寺(ペルー共和国)位牌リスト』が刊行された。本はほとんどがペルーの関係者に寄贈されたが、日本国内では国立国会図書館で閲覧可能。